# زنان در ارتش بنگلادش

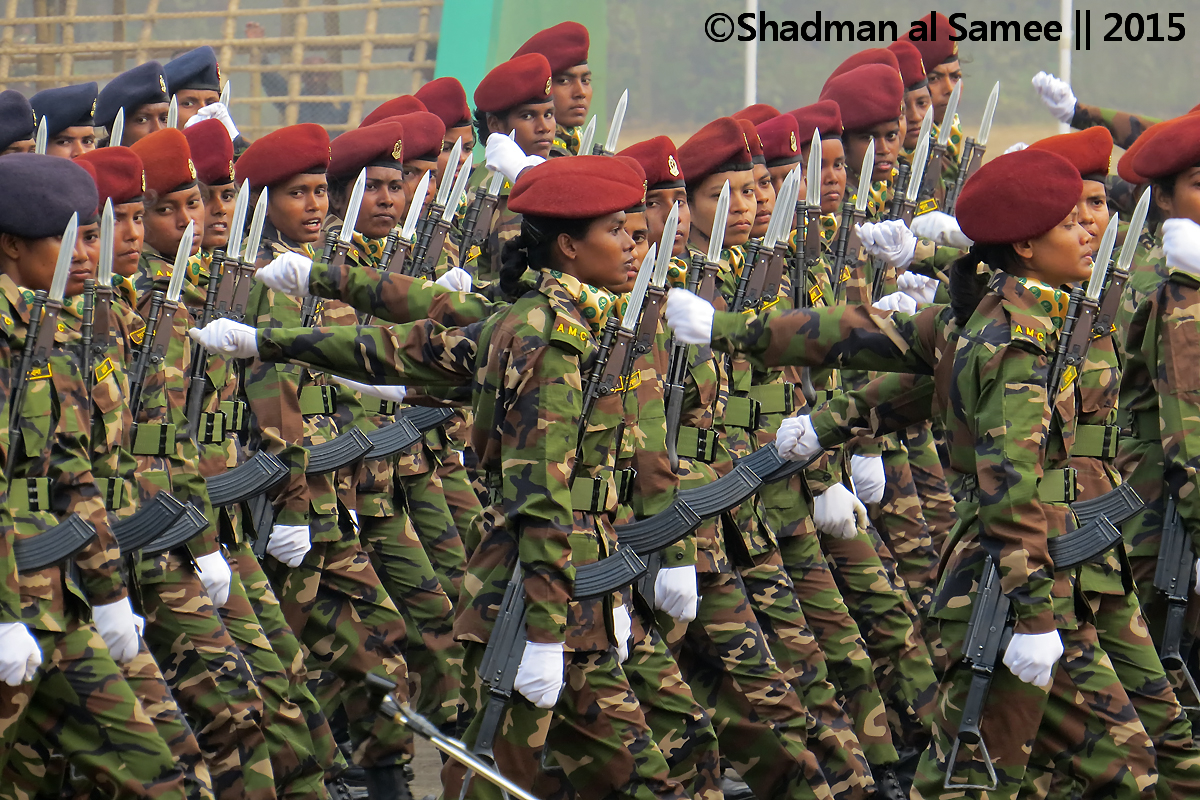
رژه سربازان زن ارتش بنگلادش در سال ۲۰۱۵

ارتش بنگلادش از زمان شروع به کارش در سال ۱۹۷۱ دارای زنان است، اگرچه زنان فقط می‌توانند به عنوان پزشک بپیوندند. برای اولین بار در ارتش، زنان به عنوان سرباز عادی در سال ۲۰۱۵ استخدام شدند. در سال ۲۰۱۳ اعلام شد که زنان به عنوان سرباز در سپاه پزشکی ارتش استخدام خواهند شد. با این حال، از اوایل دهه ۲۰۰۰، زنان می‌توانند به عنوان دانشجوی افسری در سپاه و هنگ‌های مختلف بپیوندند.
امروزه زنان می‌توانند در هر ارتش و خدماتی به جز هنگ بنگال شرقی، هنگ پیاده‌نظام بنگلادش و سپاه زرهی به ارتش بپیوندند.